# AGIL Volley 2000-2001
Questa voce raccoglie le informazioni riguardanti l'AGIL Volley nelle competizioni ufficiali della stagione 2000-2001.

## Stagione
La stagione 2000-01 dell'AGIL Volley di Trecate, la terza consecutiva in Serie A2, vede confermare l'ossatura della squadra della stagione precedente, a cui si aggiungono le due statunitensi Noriega e Weston, mentre parte la cubane Liana Mesa. Il campionato, rinnovato nella formula, con un unico girone con gare di andata e ritorno seguito poi dai play-off promozione, vede la formazione piemontese subito protagonista, vincendo nel girone d'andata dodici partite su quindici e in quello di ritorno addirittura quattordici, perdendo solo la gara contro l'Ags Volley San Donà: tuttavia raggiunge la seconda posizione in classifica, alle spalle del Giannino Pieralisi Volley di Jesi, ottenendo quindi la qualificazioni ai play-off promozione dove supera in semifinale la squadra di San Donà di Piave e in finale, in tre gare, il Volley Forlì, venendo promossa per la prima volta in Serie A1.
L'AGIL Volley partecipa anche alla Coppa Italia di Serie A2, vincendo il girone di qualificazione a punteggio pieno, qualificandosi per le semifinali, dove incontra la Roma Pallavolo: superata per 3-0 la squadra della capitale, in finale affronta il Pieralisi Jesi, sconfitto anch'esso per 3-0, vincendo il primo trofeo della sua storia.

## Organigramma societario
Area direttiva
- Presidente: Giovanna Saporiti

Area tecnica
- Allenatore: Luciano Pedullà

Area sanitaria
- Medico: Maurizio Viola
- Fisioterapisti: Stefania Bodini, Paola Giovane

## Rosa
| N° | Nome              | Ruolo | Data di nascita  | Nazionalità sportiva |
| -- | ----------------- | ----- | ---------------- | -------------------- |
| 1  | Sara Anzanello    | C     | 30 luglio 1980   | Italia               |
| 2  | Natalia Viganò    | S     | 24 novembre 1979 | Italia               |
| 3  | Valeria Rosso     | C     | 24 ottobre 1981  | Italia               |
| 6  | Cristina Zonca    | C     | 12 maggio 1982   | Italia               |
| 7  | Enrica Rocca      | P     | 22 gennaio 1984  | Italia               |
| 8  | Laura Venturini   | P     | 30 gennaio 1977  | Italia               |
| 9  | Virginie De Carne | S/O   | 25 maggio 1977   | Belgio               |
| 10 | Paola Cardullo    | L     | 18 marzo 1982    | Italia               |
| 13 | Noemi Porzio      | L     | 8 luglio 1984    | Italia               |
| 16 | Sarah Noriega     | S     | 24 aprile 1976   | Stati Uniti          |
| 18 | Elisabeth Weston  | S     | 19 febbraio 1974 | Stati Uniti          |

## Mercato
| Acquisti | Acquisti         | Acquisti         | Acquisti   |
| R.       | Nome             | da               | Modalità   |
| -------- | ---------------- | ---------------- | ---------- |
| S        | Sarah Noriega    | ?                | definitivo |
| P        | Enrica Rocca     | Sant'Orsola Alba | definitivo |
| S        | Elisabeth Weston | ?                | definitivo |
| C        | Cristina Zonca   | ?                | definitivo |

| Cessioni | Cessioni          | Cessioni           | Cessioni   |
| R.       | Nome              | a                  | Modalità   |
| -------- | ----------------- | ------------------ | ---------- |
| S        | Elena Bruscetta   | ?                  | definitivo |
| S        | Cristina Cappa    | ?                  | definitivo |
| C        | Doriana Frontini  | Giannino Pieralisi | definitivo |
| P        | Sonia Gioria      | Junior Casale      | definitivo |
| S        | Liana Mesa        | ?                  | definitivo |
| S        | Nicoletta Ventura | Stella Azzurra     | definitivo |

## Risultati

### Serie A2

#### Girone di andata
| 1ª giornata - 29 ottobre 2000 PalaValenti, Firenze                 | Promo Firenze      | 3 - 1 | AGIL           | 25-17, 25-23, 23-25, 25-22        |
| 2ª giornata - 1º novembre 2000 PalaDalLago, Novara                 | AGIL               | 3 - 0 | Icot           | 25-22, 34-32, 25-12               |
| 3ª giornata - 5 novembre 2000 PalaFlorio, Bari                     | Amatori Bari       | 0 - 3 | AGIL           | 15-25, 20-25, 9-25                |
| 4ª giornata - 12 novembre 2000 PalaDalLago, Novara                 | AGIL               | 3 - 0 | Pool Piave     | 25-21, 25-22, 25-16               |
| 5ª giornata - 15 novembre 2000 PalaTriccoli, Jesi                  | Giannino Pieralisi | 3 - 0 | AGIL           | 25-22, 25-19, 25-21               |
| 6ª giornata - 19 novembre 2000 PalaFrontera, Cecina                | Sestese            | 0 - 3 | AGIL           | 17-25, 18-25, 13-25               |
| 7ª giornata - 3 dicembre 2000 PalaDalLago, Novara                  | AGIL               | 3 - 0 | Lercara        | 25-18, 25-13, 25-16               |
| 8ª giornata - 10 dicembre 2000 PalaBasletta, Vigevano              | Vigevano           | 0 - 3 | AGIL           | 23-25, 23-25, 13-25               |
| 9ª giornata - 13 dicembre 2000 PalaDalLago, Novara                 | AGIL               | 2 - 3 | Tortoreto      | 22-25, 25-15, 20-25, 25-22, 13-15 |
| 10ª giornata - 17 dicembre 2000 PalaPiantanida, Busto Arsizio      | Busto Arsizio      | 0 - 3 | AGIL           | 21-25, 23-25, 19-25               |
| 11ª giornata - 23 dicembre 2000 PalaDalLago, Novara                | AGIL               | 3 - 0 | Stella Azzurra | 25-7, 25-15, 25-23                |
| 12ª giornata - 7 gennaio 2001 PalaIndesit, Fabriano                | Fabriano           | 1 - 3 | AGIL           | 29-27, 17-25, 22-25, 14-25        |
| 13ª giornata - 14 gennaio 2001 PalaDalLago, Novara                 | AGIL               | 3 - 2 | Solierese      | 23-25, 25-17, 25-18, 23-25, 15-9  |
| 14ª giornata - 21 gennaio 2001 PalaDalLago, Novara                 | AGIL               | 3 - 0 | Roma           | 25-21, 25-18, 25-23               |
| 15ª giornata - 28 gennaio 2001 PalaDionigi, Sant'Angelo in Lizzola | Robursport Pesaro  | 0 - 3 | AGIL           | 23-25, 20-25, 19-25               |

#### Girone di ritorno
| 16ª giornata - 3 febbraio 2001 PalaDalLago, Novara             | AGIL           | 3 - 1 | Promo Firenze      | 25-19, 17-25, 25-15, 25-20        |
| 17ª giornata - 11 febbraio 2001 PalaFiera, Forlì               | Icot           | 0 - 3 | AGIL               | 25-23, 25-15, 25-21               |
| 18ª giornata - 25 febbraio 2001 PalaDalLago, Novara            | AGIL           | 3 - 0 | Amatori Bari       | 25-20, 25-18, 25-13               |
| 19ª giornata - 4 marzo 2001 PalaBarbazza, San Donà di Piave    | Pool Piave     | 3 - 1 | AGIL               | 25-16, 17-25, 25-18, 28-26        |
| 20ª giornata - 7 marzo 2001 PalaDalLago, Novara                | AGIL           | 3 - 2 | Giannino Pieralisi | 25-17, 23-25, 22-25, 25-16, 15-12 |
| 21ª giornata - 11 marzo 2001 PalaDalLago, Novara               | AGIL           | 3 - 1 | Sestese            | 25-11, 22-25, 25-16, 25-23        |
| 22ª giornata - 18 marzo 2001 Palazzetto dello Sport, Marsala   | Lercara        | 2 - 3 | AGIL               | 23-25, 25-13, 25-21, 18-25, 9-15  |
| 23ª giornata - 1º aprile 2001 PalaDalLago, Novara              | AGIL           | 3 - 0 | Vigevano           | 25-21, 25-13, 25-16               |
| 24ª giornata - 4 aprile 2001 Palazzetto dello Sport, Tortoreto | Tortoreto      | 1 - 3 | AGIL               | 25-23, 22-25, 19-25, 14-25        |
| 25ª giornata - 8 aprile 2001 PalaDalLago, Novara               | AGIL           | 3 - 0 | Busto Arsizio      | 25-19, 25-14, 25-19               |
| 26ª giornata - 14 aprile 2001 Palazzetto dello Sport, Sestu    | Stella Azzurra | 1 - 3 | AGIL               | 7-25, 18-25, 25-17, 12-25         |
| 27ª giornata - 22 aprile 2001 PalaDalLago, Novara              | AGIL           | 3 - 0 | Fabriano           | 25-21, 25-17, 25-20               |
| 28ª giornata - 29 aprile 2001 PalaFerrari, Carpi               | Solierese      | 2 - 3 | AGIL               | 25-23, 18-25, 25-19, 23-25, 7-15  |
| 29ª giornata - 1º maggio 2001 PalaFonte, Roma                  | Roma           | 1 - 3 | AGIL               | 26-24, 23-25, 20-25, 23-25        |
| 30ª giornata - 6 maggio 2001 PalaDalLago, Novara               | AGIL           | 3 - 1 | Robursport Pesaro  | 25-23, 25-14, 23-25, 25-20        |

#### Play-off promozione
| Semifinali (gara 1) - 13 maggio 2001 PalaDalLago, Novara             | AGIL       | 3 - 1 | Pool Piave | 25-15, 25-20, 22-25, 25-22 |
| Semifinali (gara 2) - 17 maggio 2001 PalaBarbazza, San Donà di Piave | Pool Piave | 0 - 3 | AGIL       | 19-25, 12-25, 23-25        |
| Finale (gara 1) - 23 maggio 2001 PalaDalLago, Novara                 | AGIL       | 3 - 1 | Icot       | 25-20, 20-25, 25-16, 25-21 |
| Finale (gara 2) - 26 maggio 2001 PalaFiera, Forlì                    | Icot       | 3 - 0 | AGIL       | 25-22, 25-19, 25-23        |
| Finale (gara 3) - 30 maggio 2001 PalaDalLago, Novara                 | AGIL       | 3 - 1 | Icot       | 23-25, 25-16, 25-20, 25-19 |

### Coppa Italia di Serie A2

#### Fase a gironi
| 1ª giornata - 24 novembre 2000 Centro Sportivo AGIL, Trecate | AGIL | 3 - 0 | Busto Arsizio | 25-21, 25-17, 25-19        |
| 2ª giornata - 25 novembre 2000 Sporting Palace, Novara       | AGIL | 3 - 1 | Pool Piave    | 26-28, 25-19, 25-21, 25-19 |
| 3ª giornata - 26 novembre 2000 Sporting Palace, Novara       | AGIL | 3 - 1 | Vigevano      | 22-25, 25-13, 25-14, 25-13 |

#### Fase a eliminazione diretta
| Semifinali - 24 marzo 2001 Centro Sportivo AGIL, Trecate | AGIL | 3 - 0 | Roma               | 25-18, 25-22, 25-20 |
| Finale - 25 marzo 2001 Sporting Palace, Novara           | AGIL | 3 - 0 | Giannino Pieralisi | 29-27, 25-20, 25-23 |

## Statistiche

### Statistiche di squadra
| Competizione             | Punti | In casa | In casa | In casa | In trasferta | In trasferta | In trasferta | Totale | Totale | Totale |
| Competizione             | Punti | G       | V       | P       | G            | V            | P            | G      | V      | P      |
| ------------------------ | ----- | ------- | ------- | ------- | ------------ | ------------ | ------------ | ------ | ------ | ------ |
| Serie A2                 | 75    | 18      | 17      | 1       | 17           | 13           | 4            | 35     | 30     | 5      |
| Coppa Italia di Serie A2 | 9     | 5       | 5       | 0       | -            | -            | -            | 5      | 5      | 0      |
| Totale                   | -     | 23      | 22      | 1       | 17           | 13           | 4            | 40     | 35     | 5      |

G = partite giocate; V = partite vinte; P = partite perse

### Statistiche dei giocatori
| S. Anzanello | 35 | 502 | - | - | - | Statistiche assenti | Statistiche assenti |
| P. Cardullo  | 34 | -   | - | - | - | Statistiche assenti | Statistiche assenti |
| V. De Carne  | 33 | 704 | - | - | - | Statistiche assenti | Statistiche assenti |
| S. Noriega   | 35 | 251 | - | - | - | Statistiche assenti | Statistiche assenti |
| N. Porzio    | 6  | -   | - | - | - | Statistiche assenti | Statistiche assenti |
| E. Rocca     | 31 | 18  | - | - | - | Statistiche assenti | Statistiche assenti |
| V. Rosso     | 35 | 288 | - | - | - | Statistiche assenti | Statistiche assenti |
| L. Venturini | 35 | 62  | - | - | - | Statistiche assenti | Statistiche assenti |
| N. Viganò    | 34 | 281 | - | - | - | Statistiche assenti | Statistiche assenti |
| E. Weston    | 35 | 194 | - | - | - | Statistiche assenti | Statistiche assenti |
| C. Zonca     | 19 | 12  | - | - | - | Statistiche assenti | Statistiche assenti |

P = presenze; PT = punti totali; AV = attacchi vincenti; MV = muri vincenti; BV = battute vincenti